# Tim Trachte
Tim Trachte (* 1976 in München) ist ein deutscher Filmregisseur.

## Leben
Tim Trachte absolvierte 1996 seinen Zivildienst als Rettungssanitäter und studierte danach bis 1999 Dramaturgie an der Ludwig-Maximilians-Universität München. Nach einer anschließenden Tätigkeit und Ausbildung zum Filmeditor in New York, studierte er von 2002 bis 2007 an der Hochschule für Fernsehen und Film München (HFF München) in der Abteilung III, „Film und Fernsehspiel“, szenische Regie.
Trachte gewann mit seinem zweiten Spielfilm „Davon willst du nichts wissen“, einem Psychothriller, den World Showcase Award für den besten internationalen Spielfilm auf dem Soho International Film Festival 2012.
Von der Süddeutschen Zeitung wurde Trachte „Einer für Alle“ betitelt.
Mit „Biohackers“ für Netflix und „Drift - Partners in Crime“ für Sky stellte er erfolgreich seine Regiekünste auch für Actionserien unter Beweis.
Für Prime Video inszenierte er den Erotik-Thriller Un/Dressed mit Lena Meckel, Malik Blumenthal und Gerrit Klein.
2025 realisierte er mit „Schwarzes Gold“ als Regisseur für die öffentlich-rechtlichen Rundfunkanstalten eine Starbesetze sechsteilige historische Serie über den tatsächlichen damaligen Ölrausch in Deutschland.

## Filmografie
- 2004: Nicht meine Hochzeit
- 2005: Mal mehr, mal weniger
- 2008: Der Herrscher von Edessa
- 2011: Davon willst Du nichts wissen
- 2013: Musikvideo „So hard“ von „Iggy and the german kids“ (Regie in Zusammenarbeit mit Roman Libbertz)
- 2015: Abschussfahrt
- 2016: Die Vampirschwestern 3 – Reise nach Transsilvanien
- 2019: Benjamin Blümchen
- 2019: Dem Horizont so nah
- 2020–2021: Biohackers (2 Staffeln)
- 2023: Drift: Partners in Crime (1 Staffel)
- 2024: Un/Dressed
- 2025 Schwarzes Gold